# Gare de Gazeran
Gare de Gazeran vasútállomás Franciaországban, Gazeran településen.

## Vasútvonalak
Az állomást az alábbi vasútvonalak érintik:
- Párizs–Brest-vasútvonal

## Kapcsolódó állomások
A vasútállomáshoz az alábbi állomások vannak a legközelebb:
- Gare d’Épernon (Gare de Brest, Párizs–Brest-vasútvonal)
- Gare de Rambouillet (Paris Gare Montparnasse, Párizs–Brest-vasútvonal)